# Joseph S. B. Mitchell
Joseph Shannon Baird Mitchell (* 24. Juli 1959 im Pittsburgh)  ist ein US-amerikanischer Informatiker und Mathematiker. Er ist Professor an der State University of New York at Stony Brook.

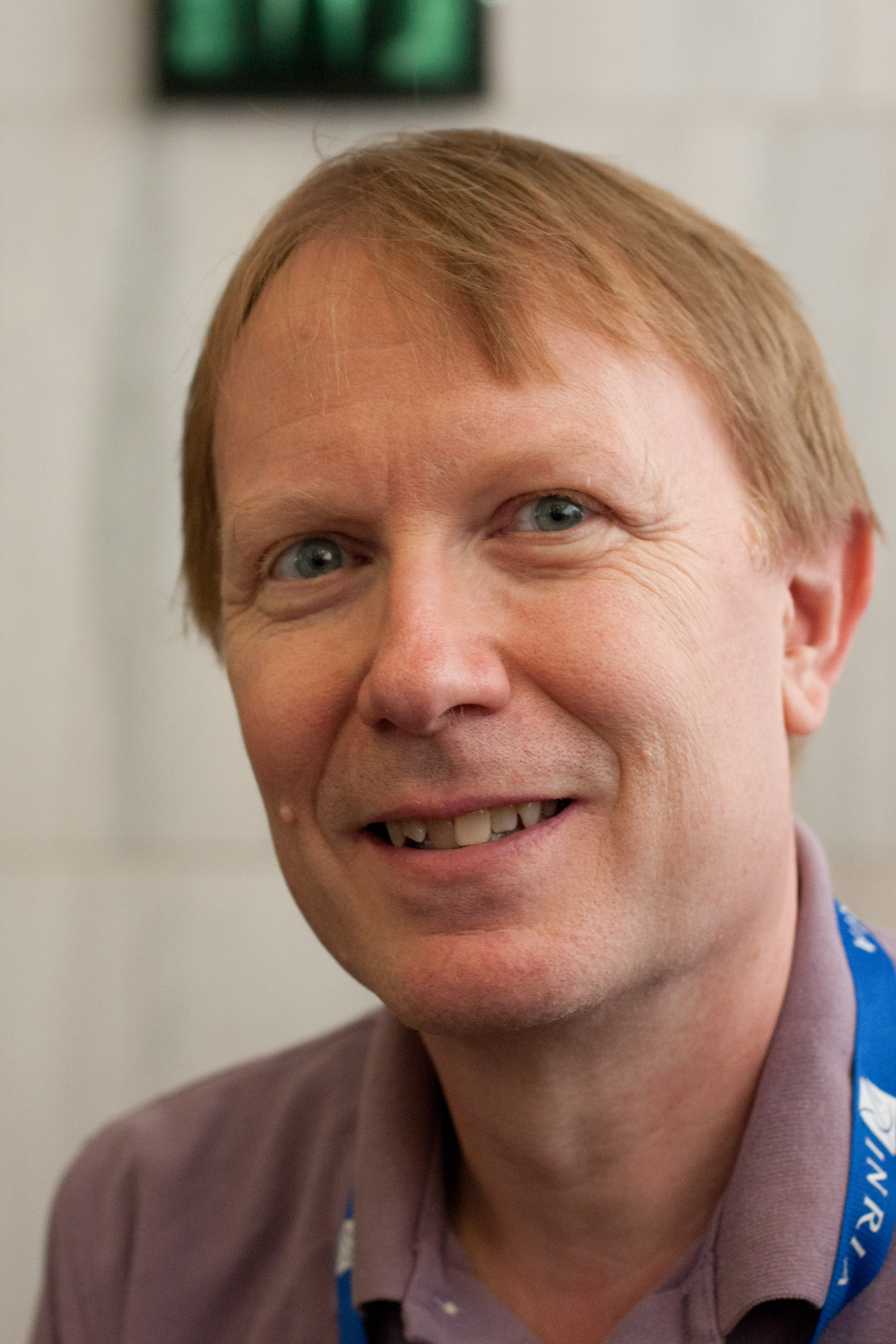
Joseph S. B. Mitchell

Mitchell erhielt seinen Bachelor-Abschluss in Physik und Angewandter Mathematik 1981 und seinen Master-Abschluss im gleichen Jahr an der Carnegie Mellon University und wurde 1986 bei Christos Papadimitriou an der Stanford University in Operations Research promoviert (Planning shortest paths). 1981 bis 1986 war er an den Hughes Research Laboratories und 1986 wurde er Assistant Professor an der Cornell University. 1991 wurde er Associate Professor und später Professor in Stony Brook.
Er befasst sich mit rechnergestützter Geometrie (Computational Geometry) mit Anwendungen in Computergraphik, Flugverkehrskontrolle, Industrie und Geographischen Informationssystemen, mit Optimierung, Algorithmen und Operations Research. 
2010 erhielt er den Gödel-Preis mit Sanjeev Arora für ihren polynomzeitlichen Näherungsalgorithmus des euklidischen Problems des Handlungsreisenden. Er ist Fellow der Association for Computing Machinery und erhielt einen Presidential Young Investigator Award.